# Parrag Emil
Parrag Emil (Teleki, 1925. június 11. –) magyar festő.

## Pályafutása
Művészeti tanulmányait a Budai Képzőművészeti Szabadiskolában és a Magyar Képzőművészeti Főiskolán végezte. Koffán Károly és Domanovszky Endre tanítványa volt. Tagja a MVSZ MKIT-nek és az Erdős Renée Társaságnak. Rákosmente művészeti életének egyik meghatározó alakja, az 1990-es évek közepétől betöltötte a Rákosligeti Polgári Kör elnöki tisztét. Jelentős munkásságot fejtett ki Rákosliget közösségi és kulturális életének gazdagítása területén.
Kezdetben figurális, később pedig az aktivista hagyományokat követő képeket festett, majd az 1960-as évek közepétől a foltszerű és a konstruktív, valamint a strukturalista nonfigurativizmus jellemzi műveit. Az 1980-as évek elején kezdett absztrakt eszközökkel megkomponált figuratív képeket készíteni.
2008-ban a Magyar Köztársasági Ezüst Érdemkereszttel tüntették ki.

## Egyéni kiállítások
- 1966 • Művészetbarátok Köre, Budapest-Rákosliget
- 1967 • Művelődési Ház, Pécel
- 1968 • KFKI Klub [Pauer Gyulával] • Fiatal Művészek Klubja, Budapest [Pauer Gyulával]
- 1979 • Dózsa Művelődési Ház, Budapest
- 1981 • Ridegh Sándor Művelődési Ház, Budapest
- 1983 • KPVDSZ Művelődési Központ, Budapest
- 1984 • Egyesült Vegyiművek
- 1986 • Erkel Ferenc Művelődési Központ, Gyula
- 1992 • Erdős Renée Ház, Budapest
- 1993 • Rákosligeti Közösségi Ház, Budapest
- 1997 • Dózsa Művelődési Ház, Budapest (életműkiállítás, kat.)
- 1999 • Kaposvár (életműkiállítás).

## Válogatott csoportos kiállítások
- 1969 • Derkovits Ifjúsági Központ, Budapest
- 1971 • Színek, képek, formák, Egyetemi Színpad, Budapest • Balatonboglári kápolnatárlatok, Balatonboglár • Anyag és forma a képzőművészetben, Budapest
- 1972 • Balatonboglári kápolnatárlatok, Balatonboglár
- 1980 • Szín-forma-struktúra, Dózsa Művelődési Központ, Budapest
- 1982 • Az új magyar művészetért, Szeged
- 1984 • Struktúrák, Pataky Művelődési Központ, Budapest
- 1992 • Kollektív Kiállítás a Képzőművészek és Iparművészek Érdekképviseleti Egyesületének Anyagából, Várpalota • Székesfehérvár • Franciaország
- 1994 • Gyulai Művésztelep 25. jubileumi kiállítása
- 1996 • Anyaországi Művészek (MKIT), Magyarok Világszövetsége, Budapest
- 1997-98 • A reménység 2000 éve kiállítások, Budapest • Eger • Kecskemét
- 1998 • Heroikus tér, Erdős Renée Ház, Budapest • Fény-tér, Duna Galéria, Budapest
- 1999 • Játékosság a képzőművészetben, Budapest
- 2000 • Balatonboglári Kápolnatárlatok (visszatekintő kiállítás), Rákoscsabai Közösségi Ház • Korona és Palást, Orfű.

## Könyve
- Az életem és a művészetem 1925 - 2006 - ? Parrag Emil, Budapest, 2006.